# Good Heavens
Good Heavens è una serie televisiva statunitense in 13 episodi trasmessi per la prima volta nel corso di una sola stagione nel 1976.
È una serie di tipo antologico in cui ogni episodio rappresenta una storia a sé. Gli episodi sono storie di genere commedia e l'unico filo conduttore che li lega è il personaggio di Mr. Angel, interpretato da Carl Reiner, un emissario del Cielo sceso sulla Terra per esaudire i desideri di coloro che hanno compiuto una buona azione. Ogni storia si dipana, con personaggi sempre diversi, su questo soggetto di base.

## Produzione
La serie, ideata da Bernard Slade, fu prodotta da Austin Kalish e Irma Kalish per la Columbia Pictures Television Le musiche furono composte da Patrick Williams. Tra i registi è accreditato Carl Reiner.

### Sceneggiatori
Tra gli sceneggiatori sono accreditati:
- Austin Kalish in 4 episodi (1976)
- Irma Kalish in 4 episodi (1976)
- Sy Gomberg in 2 episodi (1976)

## Distribuzione
La serie fu trasmessa negli Stati Uniti dal 29 febbraio 1976 al 26 giugno 1976 sulla rete televisiva ABC. È stata distribuita anche in Spagna con il titolo Señor Ángel.

## Episodi
| Stagione       | Episodi | Prima TV USA |
| -------------- | ------- | ------------ |
| Prima stagione | 13      | 1976         |